# Cogoma

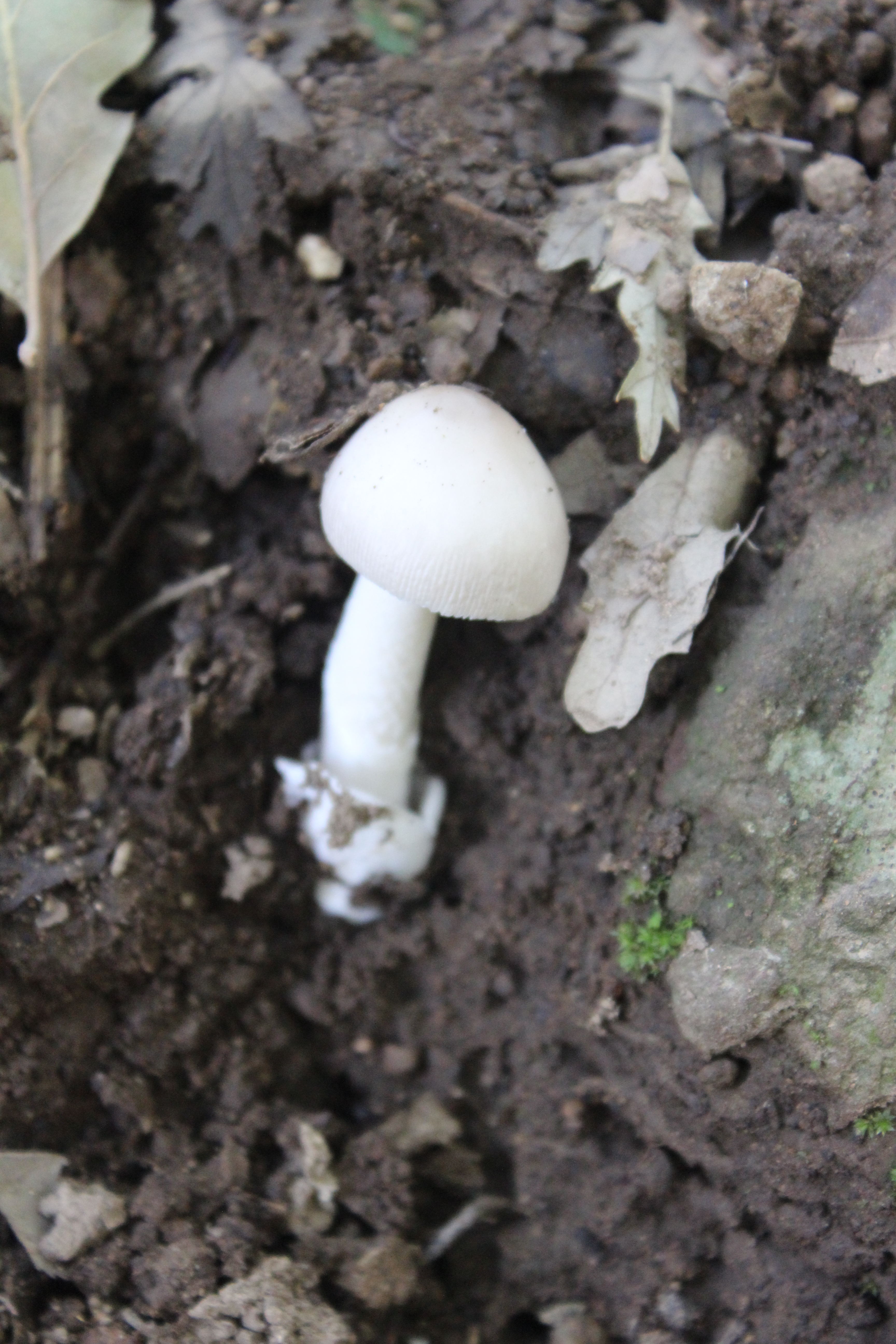
Cogoma (Amanita phalloides var alba)

|  | Aquest article tracta sobre l'espècie Amanita phalloidesvar. alba, la representativa dels bolets coneguts com a Cogomes. Per a d'altres espècies que reben aquests nom comú vegeu Cogoma (desambiguació). |

La cogoma (Amanita phalloides var. alba) o cogoma blanca és una varietat de bolet basidiomicot, varietat de l'Amanita phalloides de qui es distingeix per la color blanquinosa del carpòfor.
Com per l'Amanita verna, el risc és elevat de confusió amb els comuns bolets de prat de part dels caçadors més inexperts i, per tant, es recomana la més gran cautela.

## Descripció

### Capell
Blanc, sovint amb restes blanques del vel.

### Làmines
Blanques i fines.

### Cama
Blanca, cilindrica i fibrosa.

### Anell
Ample i blanc.

### Volva
Blanca embainant.

### Carn
Blanca, mateixes olors i sabor que la forma clàssica.

## Distribució ihàbitat
Estiu i tardor, boscos de latifolis, rar en els boscos de coníferes. Espècie rara.

## Comestibilitat
Verinós i mortal, amb les mateixes característiques que Amanita phalloides.

## Taxonomia

### Espècies semblants
- Amanita verna i Amanita virosa
- Formes descolorades o bé "alba" d'altres espècies del gènere Amanita.

## Termes correlats
- Amanita phalloides